# ناری، پنجاب
ناری (به انگلیسی: Nari) یک روستا در پاکستان است که در ناحیه خوشاب واقع شده‌است.